# Jan Verkade
Jan Verkade (n. 18 septembrie 1868, Zaandam, Olanda de Nord, Țările de Jos – d. 19 iulie 1946, Beuron, Baden-Württemberg, Germania) a fost un pictor și călugăr benedictin neerlandez, reprezentant al Școlii de la Beuron.
A fost prieten cu publicistul Hermann Bahr, cu care a avut o corespondență intensă.

## Scrieri
- Die Unruhe zu Gott. Erinnerungen eines Maler-Mönches. Herder, Freiburg, 1920.
- Jan van Ruysbroek: Die Zierde der geistlichen Hochzeit. Traducere din limba flamandă. Matthias Grünewald-Verlag, Mainz, 1922.
- Der Antrieb ins Vollkommene: Erinnerungen eines Malermönches. Herder, Freiburg, 1931.
- Spuren des Daseins: Erkenntnisse des Malermönchs Willibrord Verkade O.S.B. Grünewald, Mainz, 1938.